# Jaime (1999)
Jaime é um filme português de drama realizado por António-Pedro Vasconcelos, estreado em 11 de Abril de 1999. 

## Sinopse
Portugal, cidade do Porto. Depois da separação de seus pais, Jaime, um menino de 13 anos, vive convencido que a separação foi causada pelo roubo da motocicleta do pai, que fez com que ele perdesse o emprego. Às escondidas da sua mãe, procura trabalhos para comprar uma nova motocicleta para que os pais resolvam os seus problemas e seja possível reuni-los novamente. 

## Elenco
- Saul Fonseca... Jaime
- Fernanda Serrano... Marta
- Joaquim Leitão... Abel
- Sandro Silva... Ulisses
- Vítor Norte... Garcez
- Guilherme Leme... 	António
- Nicolau Breyner...
- Rogério Samora... Gil
- Pompeu José

## Premiações
- Prêmio CICAE e Prêmio Júnior no Festival de Cannes, França (2000)
- Prêmio Especial do Júri no Festival Internacional de Cinema de San Sebastián (1999).
- Prêmio do Público no Festival Caminhos do Cinema Português (2000).
- Prêmios de Melhor Película, Melhor Diretor e Melhor Ator no Globo de Ouro português (2000).